# Blechnum rodriguezii
Blechnum rodriguezii är en kambräkenväxtart som beskrevs av S.Aguiar, L.G.Quintan. och Amigo. Blechnum rodriguezii ingår i släktet Blechnum och familjen Blechnaceae. Inga underarter finns listade.